# Iiwake Maybe
«Iiwake Maybe» (яп. 言い訳Maybe) — 13-й сингл японской идол-группы AKB48. Вышел в Японии 26 августа 2009 года на лейбле King Records.

## Коммерческий успех
Сингл занял 2 место в чарте Орикона за неделю.

## Список композиций
Сингл был издан в двух версиях — обычном издании (яп. 通常盤) (CD+DVD, каталоговый номер KIZM-37/8) и театральном издании (яп. 劇場盤) (CD, номер  NMAX-1086).

### Обычное издание
CD
| №                   | Название                                  | Автор(ы)                     | Длительность |
| ------------------- | ----------------------------------------- | ---------------------------- | ------------ |
| 1.                  | «Iiwake Maybe» (言い訳Maybe)              | Ясуси Акимото, Сюнрю         | 4:09         |
| 2.                  | «Tobenai Agehachō» (飛べないアゲハチョウ) | Ясуси Акимото, Ёсимаса Иноуэ | 3:41         |
| 3.                  | «Iiwake Maybe (off vocal ver.)»           | Акимото, Сюнрю               |              |
| 4.                  | «Tobenai Agehachou (off vocal ver.)»      | Акимото, Иноуэ               |              |
| Общая длительность: | Общая длительность:                       | Общая длительность:          | 15:49        |

DVD
| №  | Название                                                                     | Длительность |
| -- | ---------------------------------------------------------------------------- | ------------ |
| 1. | «Видеоклип «Iiwake Maybe»» (「言い訳Maybe」ビデオクリップ)                   |              |
| 2. | «Видеоклип «Tobenai Agehachou»» (「飛べないアゲハチョウ」ビデオクリップ)     |              |
| 3. | «Документальный фильм о генеральных выборах AKB48» (AKB48総選挙ドキュメント) |              |

Бонус (только первый пресс)
- Билет на хэндшейк-ивент

### Театральное издание
CD
См. обычное издание.

## Чарты
| Чарт (2009)   | Наивыс. позиция |
| ------------- | --------------- |
| Oricon Weekly | 2               |